# Matteo Bono
Matteo Bono (Ome, 11 november 1983) is een voormalig Italiaans wielrenner. Hij was de meerderheid van zijn carrière actief voor Lampre.

## Overwinningen
2007
6e etappe Tirreno-Adriatico
3e etappe Ronde van Romandië
1e etappe Ronde van Polen (ploegentijdrit)
2011
5e etappe Eneco Tour

## Resultaten in voornaamste wedstrijden
| Jaar | Ronde van Italië | Ronde van Frankrijk | Ronde van Spanje |
| ---- | ---------------- | ------------------- | ---------------- |
| 2006 |                  |                     |                  |
| 2007 | 139e             |                     |                  |
| 2008 |                  | 117e                |                  |
| 2009 | 123e             |                     |                  |
| 2010 | 86e              |                     |                  |
| 2011 |                  | 93e                 |                  |
| 2012 |                  | 99e                 |                  |
| 2013 |                  | opgave              |                  |
| 2014 | 77e              |                     |                  |
| 2015 |                  | 118e                |                  |
| 2016 |                  | 136e                |                  |
| 2017 |                  | 111e                |                  |
| 2018 |                  |                     |                  |

| Jaar | Milaan-San Remo | Ronde van Vlaanderen | Parijs-Roubaix | Amstel Gold Race | Luik-Bast.‑Luik | Ronde van Lombardije | Waalse Pijl | Parijs-Tours |  | Wereldranglijsten |
| ---- | --------------- | -------------------- | -------------- | ---------------- | --------------- | -------------------- | ----------- | ------------ |  | ----------------- |
| 2006 |                 | opgave               |                |                  |                 |                      |             |              |  |                   |
| 2007 |                 |                      |                | opgave           | opgave          | opgave               | 102e        | 127e         |  | 157e (UPT)        |
| 2008 |                 |                      |                |                  |                 |                      |             | 123e         |  |                   |
| 2009 |                 |                      |                | opgave           | opgave          |                      |             |              |  |                   |
| 2010 |                 |                      |                | 70e              | 136e            |                      | 89e         |              |  |                   |
| 2011 | opgave          |                      |                |                  |                 |                      |             |              |  | 167e (UWT)        |
| 2012 |                 |                      | opgave         |                  |                 | opgave               |             |              |  |                   |
| 2013 |                 |                      |                | opgave           | opgave          | opgave               | 129e        |              |  |                   |
| 2014 | opgave          |                      |                | opgave           | 114e            | opgave               | 115e        |              |  |                   |
| 2015 | 112e            |                      |                | opgave           | 64e             | opgave               | opgave      |              |  |                   |
| 2016 | 147e            |                      |                | 75e              | 95e             | opgave               | 146e        |              |  |                   |
| 2017 |                 |                      | opgave         | opgave           | 126e            |                      | 128e        |              |  | 397e (UWT)        |
| 2018 | opgave          |                      |                | 17e              | opgave          |                      | opgave      |              |  | 290e (UWT)        |

## Ploegen
- 2005 –  Lampre-Caffita (stagiair vanaf 1-8)
- 2006 –  Lampre-Fondital
- 2007 –  Lampre-Fondital
- 2008 –  Lampre
- 2009 –  Lampre-NGC
- 2010 –  Lampre-Farnese Vini
- 2011 –  Lampre-ISD
- 2012 –  Lampre-ISD
- 2013 –  Lampre-Merida
- 2014 –  Lampre-Merida
- 2015 –  Lampre-Merida
- 2016 –  Lampre-Merida
- 2017 –  UAE Team Emirates [a]
- 2018 –  UAE Team Emirates

1. ↑  Tot de Ronde van Abu Dhabi heette de ploeg UAE Abu Dhabi, maar na het aantrekken van Emirates als cosponsor werd de naam veranderd.